# Лука Сімшич
Лука Сімшич (словен. Luka Simšič; народився 16 серпня 1969 у м. Любляна, Югославія) — словенський хокеїст, воротар. 
Вихованець хокейної школи «Олімпія» (Любляна). Виступав за «Олімпія» (Любляна), ХК «Целє», ХК «Блед», «Акроні» (Єсеніце), «Славія» (Любляна), «Альфа» (Любляна).
У складі національної збірної Словенії учасник чемпіонатів світу 1994 (група C), 1995 (група C), 1996 (група C) і 2000 (група B). 